# Nils Björkegren
Nils Björkegren född 18 februari 1751 i Linköping, död 13 december 1818 i Linköping, var en svensk borgmästare. 
Han var son till boktryckaren Gabriel Björckegren och Catharina Martinsson. Björkegren kom från Stockholm 1789 till Linköping och var 1788–1807 borgmästare där. Han var mellan 1789 och 1799 gift med Julie Eckerman, som avled den 18 oktober 1800.